# Estery

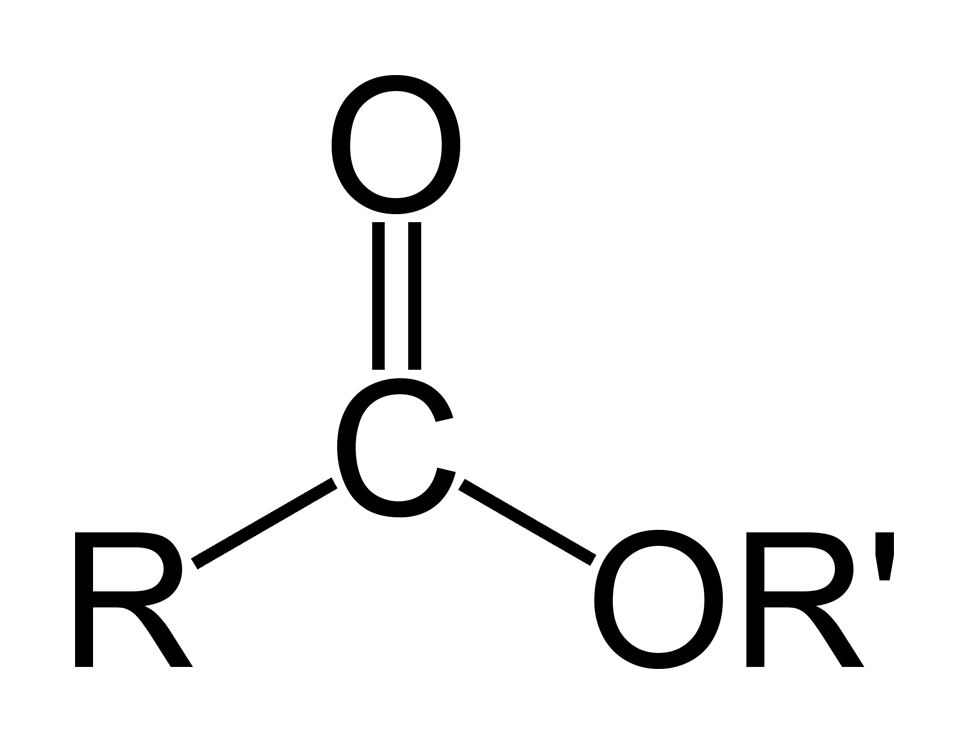
Obecný vzorec esteru karboxylové kyseliny.

Estery jsou organické sloučeniny, ve kterých je -OH skupina karboxylové kyseliny nahrazena organickým zbytkem vzniklým z alkoholu po odštěpení vodíku z OH skupiny. Na estery se dá pohlížet také jako na alkoholy, ve kterých je vodík nahrazen acylovou skupinou. Z názvoslovného hlediska se používá ještě jiné formální odvození, náhrada atomu vodíku karboxylové skupiny uhlovodíkovým zbytkem.
Chemická reakce, při které ester vzniká, se nazývá esterifikace. Nejčastějšími estery jsou estery karboxylových kyselin. Mohou ale být odvozeny i od anorganických kyselin.
Velmi důležitými estery pro živé organismy jsou glyceridy, estery glycerolu a mastných kyselin. Jsou jednou z hlavních tříd lipidů a jsou obsaženy ve většině živočišných tuků a rostlinných olejů. Dalšími důležitými estery jsou fosfoestery, které tvoří páteř molekul DNA. Estery dusičnanů, jako je nitroglycerin, jsou známé pro své výbušné vlastnosti.
Estery mají obvykle příjemnou vůni. Používají se proto jako vonné látky a nacházejí se v esenciálních olejích a feromonech. V průmyslu fungují jako vysoce kvalitní rozpouštědla pro širokou škálu plastů, změkčovadel, pryskyřic a laků. Na komerčním trhu jsou jednou z největších tříd syntetických maziv.

## Esterifikace
Estery jsou funkční deriváty karboxylových kyselin. Připravují se reakcí karboxylových kyselin s alkoholy nebo fenoly.
K přípravě esterů je vhodné použít vyšší alifatické kyseliny nebo aromatické kyseliny, aby vznikly produkty s charakteristickými vůněmi.
Při esterifikaci za určitou dobu nastane rovnovážný dynamický stav, kdy je reakční rychlost v obou směrech stejná. Aby reakce probíhala ve prospěch esterů, musí se porušit rovnovážný stav např. tak, že se vzniklý ester nebo voda odstraňuje. Má-li ester nižší bod varu, pak se prostě oddestiluje. Pro urychlení reakce se přidávají katalyzátory, například koncentrovaná kyselina sírová, nebo se do směsi alkoholu a kyseliny zavádí chlorovodík. Přidá-li se koncentrovaná kyselina sírová ve větším množství, převezme ještě další úkol, totiž váže vznikající vodu, a tím se výrazně ovlivní průběh reakce ve prospěch esterů.
Má-li ester vysoký bod varu, lze vodu odstranit jako azeotropní směs.
Při esterifikaci se nejčastěji postupuje tak, že se v baňce opatřené teploměrem a zpětným, popř. sestupným chladičem zahřívá příslušná směs alkoholu a organické kyseliny s koncentrovanou kyselinou sírovou.
Tuhé kyseliny a alkoholy se esterifikují tak, že se rozpustí v indiferentním rozpouštědle (tj. takovém, které nereaguje ani s kyselinou, ani s alkoholem) a zavádí se suchý chlorovodík.
Místo karboxylové kyseliny lze použít její sůl, anhydrid, halogenid, amid apod.

## Názvosloví esterů
Estery lze pojmenovat dvěma způsoby:
- jako ester příslušné kyseliny
- jako sůl příslušné kyseliny

### Ester příslušné kyseliny
V tomto případě se název skládá ze dvou slov. Například sloučenina CH3CH2COOCH2CH3 bude mít název tvořený takto:
- První slovo je spojením názvu alkoholového zbytku (v našem příkladu ethyl) a slova ester, tedy ethylester.
- Druhé slovo je název příslušné kyseliny (v našem příkladu kyselina propanová) v druhém pádu.
- Celý název tedy je ethylester kyseliny propanové.

### Sůl příslušné kyseliny
V tomto případě se název skládá ze dvou části spojených spojovníkem. Tento způsob pojmenování je v souladu se systematickým názvoslovím dle pravidel IUPAC a měl by být užíván přednostně. Například sloučenina CH3CH2COOCH2CH3 bude mít název tvořený takto:
- První část je název uhlovodíkového zbytku původního alkoholu (v našem příkladu ethyl).
- druhá část je složena z kmene názvu příslušné kyseliny a koncovky oát (v našem příkladu propanoát).
- Celý název tedy je ethyl-propanoát.

V případě použití triviálního názvu kyseliny je zakončení át, například:
- formiát (od kyseliny mravenčí z latinského názvu acidum formicum), celý název například ethyl-formiát
- acetát (od kyselina octová z latinského názvu acidum aceticum), celý název například ethyl-acetát

Jak již bylo zmíněno, ester nemusí být odvozen jen od karboxylové kyseliny, například:
- CH3OSO2OH, methyl-sulfát, přesněji methyl-hydrogen-sulfát = methylester kyseliny sírové
- CH3OSO2OCH3, dimethyl-sulfát = dimethylester kyseliny sírové

## Fyzikální vlastnosti
Rozpustnost ve vodě je velice malá, s délkou řetězce klesá. Nižší estery mají specifickou, příjemnou vůni (podle toho se jim říká esence či vonné esence).

## Chemické reakce
- Hydrolýza:
  - kyselá – vzniká kyselina, např. probíhá v žaludku, při rozkladu tuků
  - zásaditá (alkalická), též zmýdelnění – vzniká sůl kyseliny, např. probíhá při výrobě mýdel
- Acyloinová kondenzace
- a mnohé další

## Vůně esterů
Naprostá většina esterů má nějakou vůni. Často je to příjemná ovocná či jiná vůně, ale v některých případech estery nesnesitelně zapáchají. Následující seznam ukazuje vůně, které se dají mezi estery najít.
| methyl-salicylát   | žvýkačka                        |
| butyl-acetát       | hruška                          |
| isopentyl-acetát   | banán                           |
| isobutyl-formiát   | malina                          |
| oktyl-acetát       | pomeranč                        |
| methyl-butyrát     | jablko                          |
| ethyl-butyrát      | ananas                          |
| ethyl-formiát      | rum                             |
| allyl-hexanoát     | ananas                          |
| benzyl-acetát      | hruška, jahody, jasmín          |
| bornyl-acetát      | borovice                        |
| butyl-butyrát      | ananas                          |
| ethyl-acetát       | hruška                          |
| ethyl-benzoát      | peprmint, třešeň, hroznové víno |
| ethyl-hexanoát     | ananas, banán                   |
| ethyl-heptanoát    | meruňka, maliny, třešeň         |
| ethyl-laktát       | máslo, smetana                  |
| ethyl-pentanoát    | jablko                          |
| ethyl-nonanoát     | hroznové víno                   |
| isopropyl-acetát   | ovoce                           |
| lynalyl-acetát     | levandule                       |
| methyl-acetát      | lepidlo                         |
| methyl-benzoát     | ylang ylang                     |
| methyl-pentanoát   | květiny                         |
| methyl-fenylacetát | med                             |